# Максим Дилдин
Максим Сергејевич Дилдин  (рус. Максим Сергеевич Ды́лдин; Перм, СССР, 19. мај 1987) је руски атлетичар, чија је специјалност дисциплина трчање на 400 метара.
Дилдин је члан руског олимпијског тима у 2008. у Пекингу, где је са штафетом 4 х 400 метара освојио бронзану медаљу и поставио национални рекорд у времену 2:58,06. Медаље је освајао у истој дисциплини на Европско првенству у дворани 2007. у Бирмингему сребрну, док је у Барселони постао европски првак у штафети 4 х 400 метара.
Ожењен је и има ћерку, рођену током Олимпијских игара у Пекингу..